# Тарпа
Тарпа (угор. Tarpa) — селище (надькьожег) в медьє Саболч-Сатмар-Береґ в Угорщині. Селище займає площу 49,72 км², на якій проживає 2278 жителів.

## Історія
Тарпа в перший раз під ім'ям «Turpa» було згадано у грамоті 1299 року, потім в 1321 році село іменувалося «Thorpa», в 1332 — «Corpa» і «Torpa». В цей час вже була побудована церква, присвячена Андрію Первозваному. В XIII столітті вже багато людей жило в селі родини «Tarpai». В реєстрі десятини Папи Римського (в 1333 рік) зустрічається назва Торпа.
| Угорщина | Це незавершена стаття з географії Угорщини. Ви можете допомогти проєкту, виправивши або дописавши її. |